# Sejong Veliki
Sejong od Joseona (Hanseong, 15. svibnja 1397. – Hanseong, 8. travnja 1450.), vlastito ime Yi Do (korejski: 이도), poznat kao Sejong Veliki (korejski: 세종대왕), bio je četvrti vladar korejske dinastije Joseon. Rođen je kao treći sin kralja Taejonga i kraljice Wongyeong. Godine 1418. proglašen je nasljednikom nakon što je njegovom najstarijem bratu Yi Jeu oduzet status naslijednika.
Osobno je stvorio i proglasio korejsku abecedu (danas poznatu kao hangul), poticao razvoj znanosti i tehnologije i uveo mjere za poticanje gospodarskog rasta.